# 10064 Hirosetamotsu
A 10064 Hirosetamotsu (ideiglenes jelöléssel 1988 UO) a Naprendszer kisbolygóövében található aszteroida. T. Kojima fedezte fel 1988. október 31-én.